# Neodexiopsis brasiliensis
Neodexiopsis brasiliensis är en tvåvingeart som först beskrevs av Walker 1853.  Neodexiopsis brasiliensis ingår i släktet Neodexiopsis och familjen husflugor. Inga underarter finns listade i Catalogue of Life.